# 雅长乡
雅长乡，是中华人民共和国广西壮族自治区百色市乐业县下辖的一个乡镇级行政单位。

## 行政区划
雅长乡下辖以下地区：
新场村、百康村、尾沟村、三寨村和雅庭村。